# Сато Нобухиро
Сато Нобухиро (яп. 佐藤 信寛 Сато: Нобухиро, 25 января 1816 — 15 февраля 1900) — японский государственный деятель, губернатор префектуры Симанэ (1876—1877), 10-й глава рода Сато из провинции Муцу. Прадед Итиро Сато, Нобусукэ Киси и Эйсаку Сато.

## Биография
Родился в Табусэ как старший сын Сато Гэнэмона, 9-го главы рода Сато из провинции Муцу и вассала княжества Тёсю. 
Нобухиро поступил в княжескую школу Мэйринкан и обучался у Ямагаты Тайки, а также учился боевому стилю Наганума-рю под руководством Симидзу Сэкидзё в Эдо и предоставлял военную пенсию Ёсиде Сёину. Считается, что Сато состоял в дружеских отношениях с Иноуэ Каору, Ито Хиробуми и Кидо Такаёси.
Служил в администрации княжества Тёсю. После революции Мэйдзи занимал пост губернатора префектуры Хамада (1870—1876) и префектуры Симанэ (1876—1877). В ноябре 1876 года Нобухиро арестовал Маэбару Иссэя, лидера восстания в Хаги. В 1878 году Сато Нобухиро ушёл в отставку и поселился в деревне Ого (ныне город Табусэ), где провёл остаток своей жизни и оставил много мемуаров и заметок.
Сато Нобухиро умер в возрасте 84 лет и был похоронен в Табусэ.